# Дніпровський державний проектний інститут житлового та цивільного будівництва «Дніпроцивільпроект»
Державне підприємство Дніпропетровський державний проектний інститут житлового та цивільного будівництва «Дніпроцивільпроект» (скорочення ДП ДДПІ Дніпроцивільпроект; колишні назви: АрхПланПроект, ДніпроПроект, ОблПроект, ОблМіськСільПроект (Облгорсельпроект), філія УкрДержБудПроекту (Укргостройпроект) — проєктний інститут з цивільного будівництва, головна архітектурна фірма Дніпропетровська за радянського часу. Інститут має філію у Кривому Розі.
Директор — В'ячеслав Товстик.
У післявоєнні роки «Архпланпроект» за власними проєктами відновлював й будував нові будинки у стилі «сталінського» класицизму. З початком боротьби з «архітектурними надлишками» будівництво перейшло на типові серійні проєкти.
З 1960-х до 1980-х років інститут виборював право будувати за індивідуальними проєктами на різноманитних конкурсах й радах за протекції місцевих, республіканських та союзних партійних керівників. Були створені чимало визначних архітектурних шедеврів саме цього періоду. «Дніпроцивільпроект» запроєктував житлові райони «Лоцманський» (згодом перейменований на «Перемогу»), «Діївський» (згодом «Петровського»), Тополя, Лівобережний, Фрунзенський.
Архітектори, що працювали у Дніпроцивільпроекті:
- Флегонт Никифорович Дерябін
- Борис Іванович Білозерський
- Володимир Васильйович Самодрига
- Дмитро Іванович Щербаков
- В. Є. Горбоносов
- Л. Р. Ветвицький
- Марк Борисович Шнеєрсон,
- Павло Рафаїлович Нірінберг — лауреат державної премії за проєкт житлового району «Перемога»,
- Павло Борисович Грінченко,
- Володимир Олександрович Зуэв,
- Оскар Григорович Хавкін — лауреат державної премії за проєкт житлового району «Перемога»,
- Євген Борисович Яшунський — лауреат державної премії за проєкт житлового району «Перемога»,
- Н. Т. Розанов — лауреат державної премії за проєкт житлового району «Перемога»,
- А. П. Воловик — лауреат державної премії за проєкт житлового району «Перемога»,
- В. К. Ґудзь — лауреат державної премії за проєкт житлового району «Перемога»,
- Сергій Федорович Таран
- Халявський,
- Олег Семенович Чмона (роботи: ДДУ – Гагаріна, 72; будинок на Дзержинського, 35; будинок на К. Либкнехта, 1; Будинок архітектора – К. Либкнехта, 1; будинок по К. Маркса, 45, 45-а, -б ; будинки на Савкіна, 3, 4, 8; артилерійське училище – Гагаріна, 26; готель/гуртожиток – Баумана, 2, 4-6; будинок по Білостоцького; Comfy на наб. Ленина, 31а; МФК в районе Комсомольської, 52б; торгово-офісний комплекс в районе пр. Правдм, 29; ТРК на Червоному Камні по вул. Савкіна),[1]
- Супонін,
- Зубарєв,
- Володимир Іванович Веснін (роботи: автовокзал, річпорт, реконструкція Дитячого світу разом з Давидовою та інші),[1]
- В'ячеслав Павлович Товстик,
- М. І. Зарайський,
- Володимир Мойсейович Тарнопольський,
- Олександр Теодорович Дольник

Інженери:
- Борис Абрамович Медгауз
- Леонід Аркадійович Турчин

Адреса: Січеславська Набережна, 29а, місто Дніпро, 49000, Україна